# Romolo Simonetti
Romolo Simonetti (Monfalcone, 15 marzo 1911 – ...) è stato un calciatore e allenatore di calcio italiano, di ruolo centrocampista.

## Carriera
Giocò in Serie A con Triestina e Sampierdarenese, nonché in Serie B con Monfalconese e Venezia.
Terminò la carriera giocando nuovamente con il Monfalcone, in Serie C.